# Episodi di Tutti amano Raymond (seconda stagione)
La seconda stagione della serie televisiva Tutti amano Raymond è stata trasmessa in prima visione negli Stati Uniti d'America da CBS dal 22 settembre 1997 al 18 maggio 1998 e in Italia da Canale 5 dal 12 luglio 1999.
| nº | Titolo originale         | Titolo italiano                    | Prima TV USA      | Prima TV Italia |
| -- | ------------------------ | ---------------------------------- | ----------------- | --------------- |
| 1  | Ray's on TV              | Il bello della diretta             | 22 settembre 1997 | 12 luglio 1999  |
| 2  | Father Knows Least       | Ascolto attivo                     | 29 settembre 1997 | 13 luglio 1999  |
| 3  | Brother                  | Un fratello per amico              | 6 ottobre 1997    | 14 luglio 1999  |
| 4  | Mozart                   | Mozart                             | 13 ottobre 1997   | 15 luglio 1999  |
| 5  | Golf                     | Il golf                            | 20 ottobre 1997   | 16 luglio 1999  |
| 6  | Anniversary              | Nulla da festeggiare               | 27 ottobre 1997   | 19 luglio 1999  |
| 7  | Working Late Again       | Lavorare fino a tardi              | 3 novembre 1997   | 20 luglio 1999  |
| 8  | The Children's Book      | Il libro per bambini               | 10 novembre 1997  | 21 luglio 1999  |
| 9  | The Gift                 | Il dono                            | 17 novembre 1997  | 22 luglio 1999  |
| 10 | High School              | Anniversario di diploma            | 24 novembre 1997  | 23 luglio 1999  |
| 11 | The Letter               | La lettera                         | 8 dicembre 1997   | 26 luglio 1999  |
| 12 | All I Want for Christmas | Tutto quello che voglio per Natale | 15 dicembre 1997  | 27 luglio 1999  |
| 13 | Civil War                | La guerra civile                   | 5 gennaio 1998    | 28 luglio 1999  |
| 14 | Mia Famiglia             | La famiglia                        | 12 gennaio 1998   | 29 luglio 1999  |
| 15 | Marie's Meatballs        | Le polpette di Marie               | 19 gennaio 1998   | 30 luglio 1999  |
| 16 | The Checkbook            | Mani bucate                        | 2 febbraio 1998   |                 |
| 17 | The Ride-Along           | La corsa                           | 23 febbraio 1998  |                 |
| 18 | The Family Bed           | Il letto di famiglia               | 2 marzo 1998      |                 |
| 19 | Good Girls               | Una brava ragazza                  | 9 marzo 1998      |                 |
| 20 | T-Ball                   | La lista approvata                 | 6 aprile 1998     |                 |
| 21 | Traffic School           | Rieducazione stradale              | 20 aprile 1998    | 7 agosto 1999   |
| 22 | Six Feet Under           | Due centimetri in meno             | 27 aprile 1998    | 8 agosto 1999   |
| 23 | The Garage Sale          | Il mercatino dell'usato            | 4 maggio 1998     | 14 agosto 1999  |
| 24 | The Wedding (1)          | Un giorno da ricordare (Parte 1)   | 11 maggio 1998    | 15 agosto 1999  |
| 25 | The Wedding (2)          | Un giorno da ricordare (Parte 2)   | 18 maggio 1998    |                 |